# Jalovec polokulovitý
Jalovec polokulovitý (Juniperus semiglobosa) je jehličnatá dřevina z čeledi cypřišovité. Je to strom dorůstající výšky 10 až 20 metrů. Jehličí dospělých rostlin je drobné a šupinovité. Vyskytuje se ve velehorách Střední Asie. Je vzácně pěstován jako sbírková dřevina.

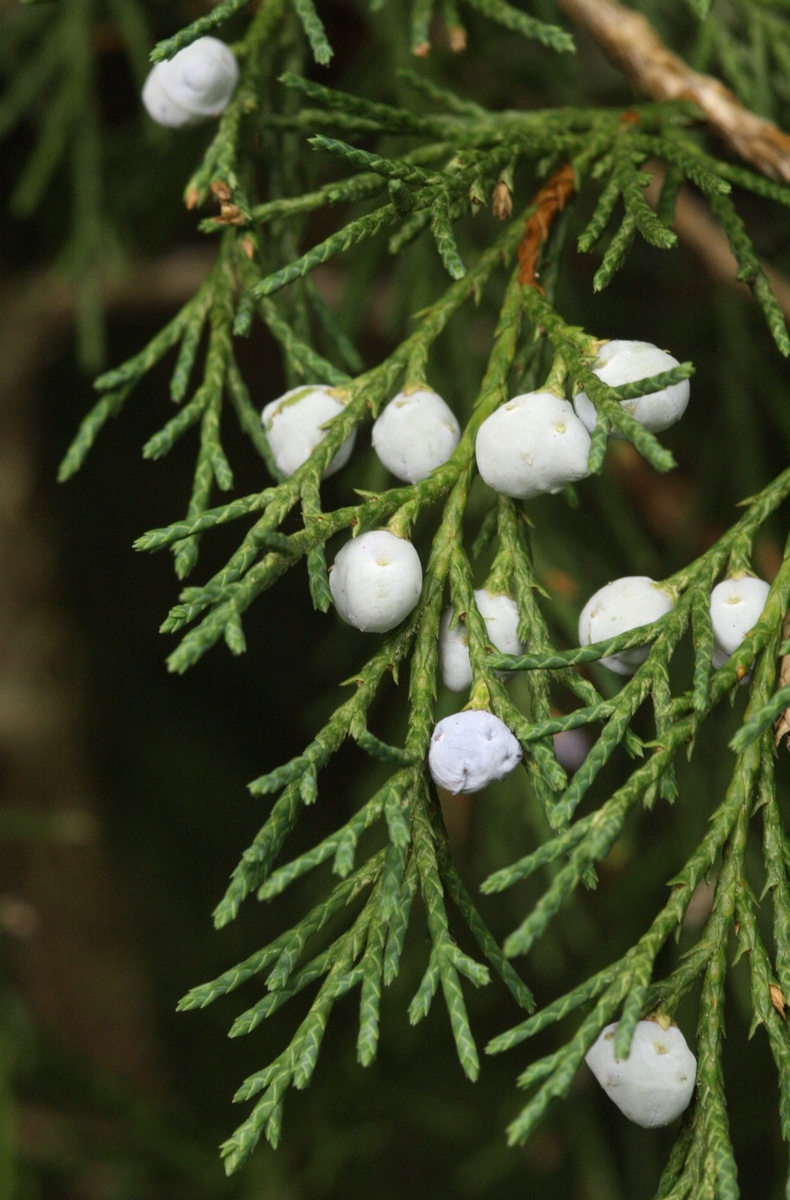
Plodná větévka jalovce polokulovitého

## Popis
Jalovec polokulovitý je dvoudomý nebo vzácně jednodomý strom dorůstající výšky 10 až 20 metrů a výčetního průměru kmene 1 až 2 metry. Na horských stanovištích při hranici lesa někdy roste jako keř. Většinou je jednokmenný. Koruna je kuželovitá nebo nepravidelná. Nejmladší větévky jsou dlouhé, rozkladité nebo vystoupavé, 1 až 2 mm tlusté. Na mladých rostlinách jsou téměř vzpřímené, na letitých exemplářích naopak až převislé. Kůra je na mladých větévkách zprvu hladká, později šupinovitě odlupčivá a rezavě hnědá. Starší exempláře mají rezavě až šedě hnědou, vláknitou, podélně brázditou borku odlupující se v dlouhých pruzích. Jehlice jsou šupinovité i jehlicovité. Jehlicovité listy jsou většinou přítomny jen na mladých rostlinách a v dospělosti mizejí. Jsou pichlavé, křižmostojné nebo v přeslenech po 3, 3 až 7 mm dlouhé, na spodní straně vypouklé. Šupinovité listy jsou křižmostojné, kosočtverečně vejčité, těsně přilehlé, 1 až 2,5 mm dlouhé, na starších větvích delší. Na rubu je ve střední části žlázka. Samčí šištice jsou elipsoidní, 3 až 5 mm dlouhé, jednotlivé na konci nebo při konci nejmladších větví. Mladé samičí šištice jsou tmavě zelené, jednotlivé, na konci nebo při konci nejmladších větví. Zralé jalovčinky jsou světle hnědé až modročerné, na povrchu s šedým povlakem, obvejčitě kulovité až téměř trojúhelníkovité. Obsahují 2 až 3 semena. Semena jsou hranatě vejcovitá, 3 až 6 mm dlouhá.

## Rozšíření
Jalovec polokulovitý se vyskytuje ve velehorách Střední Asie na území Kyrgyzstánu, Kazachstánu, Uzbekistánu, Tádžikistánu, sv. Afghánistánu, Pákistánu (Baltistán, Hindúkuš, Karákóram, Kohistán), severní Indie (Kašmír, Džammú, Himáčalpradéš) a Nepálu. Okrajově přesahuje i do Číny (jz. Sin-ťiang, Tibet).
Roste v sušších vysokohorských údolích v nadmořských výškách od 1600 do 4300 metrů. Charakteristickým stanovištěm jsou otevřené skalnaté svahy a skalní výchozy, kde roste jako součást jehličnatých nebo smíšených lesů, nejčastěji ve společnosti jedle Abies pindrow, cedru himálajského (Cedrus deodara), smrku Schrenkova (Picea schrenkiana) nebo borovice himálajské (Pinus wallichiana). Nad touto zónou a na jižních svazích, kde převažuje jalovcová vegetace, roste spolu s druhy Juniperus pseudosabina a J. excelsa subsp. polycarpos. Roste i v ledovcových morénách a v subalpínské keřové vegetaci.

## Ekologie
Tento druh jalovce roste v přírodě v extrémních podmínkách. Je schopný odolávat značnému suchu i velkým rozdílům teplot, které přináší vysokohorské prostředí. Šupinovité jehlice jsou kryty tlustou vrstvou kutikuly, která je nejtlustší ze všech druhů jalovců a dodává jehlicím tohoto druhu charakteristický lesk. Na rozdíl od jiných vysokohorských jalovců nevytváří jalovec polokulovitý ve vyšších výškách plazivé formy a na hranici lesa roste nanejvýš keřovitě.

## Taxonomie
Druh je řazen v rámci rodu Juniperus do sekce Sabina. Podle výsledků fylogenetických studií je nejblíže příbuzným druhem jalovec čínský (J. chinensis). Odlišuje se mj. přítomností obou typů jehlic, kdežto jalovec polokulovitý má v dospělosti pouze šupinovité jehlice.

## Význam
V oblasti svého výskytu je jalovec polokulovitý používán zejména jako palivo. Dřevo je v omezené míře používáno ke zhotovování suvenýrů a uměleckých předmětů. Je pěstován velice zřídka a bývá též zaměňován s jinými druhy.
Z českých botanických zahrad a arboret je uváděn pouze z Dendrologické zahrady v Průhonicích. Okrasné kultivary nejsou známy.

## Pěstování
V podmínkách České republiky je jalovec polokulovitý plně mrazuvzdorný. Daří se mu na plném slunci, snáší však i polostín. Na půdu není náročný, vyhovuje mu kamenitá a propustná půda. Zóna odolnosti je udávána 4 (až do -34 °C). Množí se výsevem nebo řízkováním.